# Onithochiton oliveri
Onithochiton oliveri är en blötdjursart som beskrevs av Tom Iredale 1914. Onithochiton oliveri ingår i släktet Onithochiton och familjen Chitonidae. Inga underarter finns listade i Catalogue of Life.